# Brett Newlin
Brett Newlin (ur. 24 marca 1982 w Mission Viejo) – amerykański wioślarz, reprezentant Stanów Zjednoczonych w wioślarskiej czwórce bez sternika podczas Letnich Igrzysk Olimpijskich w Pekinie.

## Osiągnięcia
- Mistrzostwa Świata – Gifu 2005 – czwórka ze sternikiem – 2. miejsce[1].
- Mistrzostwa Świata – Eton 2006 – ósemka – 4. miejsce[1].
- Mistrzostwa Świata – Monachium 2007 – czwórka bez sternika – 4. miejsce[1].
- Igrzyska Olimpijskie – Pekin 2008 – czwórka bez sternika – 9. miejsce[1].
- Mistrzostwa Świata – Poznań 2009 – czwórka bez sternika – 13. miejsce[2].